# 1 Lotnicza Eskadra Kierowania Ogniem Artylerii
1 Samodzielna Lotnicza Eskadra Kierowania Ogniem Artylerii  (1 elkoa) – pododdział lotnictwa artylerii ludowego Wojska Polskiego.

## Formowanie i zmiany organizacyjne
W 1951 roku, w Modlinie, na bazie klucza lotniczego kierowania ogniem artylerii, powstała 1 Samodzielna Lotnicza Eskadra Kierowania Ogniem Artylerii. Etat 6/134 przewidywał 113 żołnierzy i 1 pracownika kontraktowego.
W 1952 roku eskadra została przebazowana na lotnisko w Bydgoszczy. 
Później stacjonowała na lotnisku w Inowrocławiu i działała na korzyść wojsk Pomorskiego Okręgu Wojskowego.
W roku 1955 jednostka została przemianowana na 1 Samodzielną Eskadrę Lotnictwa Artyleryjskiego i weszła w podporządkowanie 3 Korpusu Lotnictwa Mieszanego.
W 1957 roku eskadra została rozformowana.

## Dowódcy eskadry
- mjr pil. Aleksander Malinin (1951-1952)
- mjr pil. Stefan Różanek (1952-1957)